# Épinac
Épinac este o comună în departamentul Saône-et-Loire, Franța. În 2009 avea o populație de 2.357 de locuitori.

## Evoluția populației
| An        | 1975  | 1982  | 1990  | 1999  | 2006  | 2009  |
| --------- | ----- | ----- | ----- | ----- | ----- | ----- |
| Populație | 2.891 | 2.636 | 2.569 | 2.522 | 2.411 | 2.357 |